# Architectuurprijs
Een architectuurprijs is een prijs voor architecten.
Voorbeelden van (meer)jaarlijkse architectuurprijzen zijn: 
Internationaal
- Pritzker Prize: Ingesteld in 1979 en wordt gezien als de Nobelprijs van de architectuur.
- Euregionale Architectuur Prijs : Een prijs die onder afgestudeerden van 10 architectuuropleidingen in Nederland, België en Duitsland wordt uitgeloofd.
- European Urban and Regional Planning Achievement Awards (EURPA).
- MIPIM Architectural Review Future Projects Awards[1]
- Europan : Een pan-Europese prijsvraag voor architecten onder de 40 jaar, die om de twee jaar wordt gehouden..
- Staatsprijs voor Beeldende Kunst en Architectuur.
- BNA Gebouw van het Jaar: Architectuurprijs voor BNA-leden.
- Wolfprijs: Israëlische wetenschaps- en kunstprijs (o.a. architectuur).
- De Zilveren Leeuw: Venetië, voor jong en beloftevol werk.

Nationaal
- Nationale Staalprijs: Ingesteld in 1971 voor bijzondere staalprojecten.
- Archiprix: Een wedstrijd voor afstuderende ontwerpers op bouwkundig gebied.
- Hedy d'Ancona prijs: Tweejaarlijkse prijs voor zorgarchitectuur binnen Nederland.
- Staalbouwwedstrijd, Belgische wedstrijd ingesteld in 1998 voor bijzondere staalprojecten.
- BNA-kubus: Oeuvreprijs voor een bijzondere verdienste in de architectuur in Nederland. Tevens de oudste prijs voor architectuur in Nederland.
- NRP Gulden Feniks: Nationale prijs voor voorbeeldprojecten in renovatie en transformatie.
- Abe Bonnema Prijs.

Regionaal
- Bouwhuis Noord Architectuurprijs
- Architectuurprijs Limburg
- Vredeman de Vriesprijs voor Architectuur, tweejaarlijks vanaf 2000 door provincie Friesland
- Architectuur Prijs Achterhoek: Regionale prijs die in 2001 is ingesteld en elk jaar wordt uitgereikt aan een gebouw dat door een vakjury als beste inzending van dat jaar is gekozen.
- Arie Keppler Prijs sinds 2001 reikt de Stichting Welstandszorg Noord-Holland de prijs tweejaarlijks uit. De prijs wordt toegekend aan initiatiefnemers van een - uit oogpunt van architectonische en stedenbouwkundige kwaliteit, monumentenzorg, stedenbouw of ruimtelijke ordening - voorbeeldig werk.
- Amsterdamse Architectuur Prijs, ook wel de Gouden AAP
- Geurt Brinkgreve Bokaal: Deze jaarlijkse prijs gaat naar het beste initiatief op het gebied van herontwikkeling of renovatie van erfgoed.
- Lieven de Key-penning: De penning wordt jaarlijks door de gemeente Haarlem uitgereikt aan een persoon of organisatie die zich verdienstelijk heeft gemaakt op het gebied van monumentenzorg, architectuur of stedenbouw.
- Dr. H.P. Berlageprijs
- Berlagevlag: Prijs voor het meest gewaardeerde ruimtelijke bouwwerk in Den Haag.
- Rijnlandse Architectuur Prijs.
- Rotterdam Architectuur Prijs.
- Architectuurprijs Achterhoek.
- Willem Diehlprijs.
- Rietveldprijs.